# Sinfonía n.º 9 (Mozart)

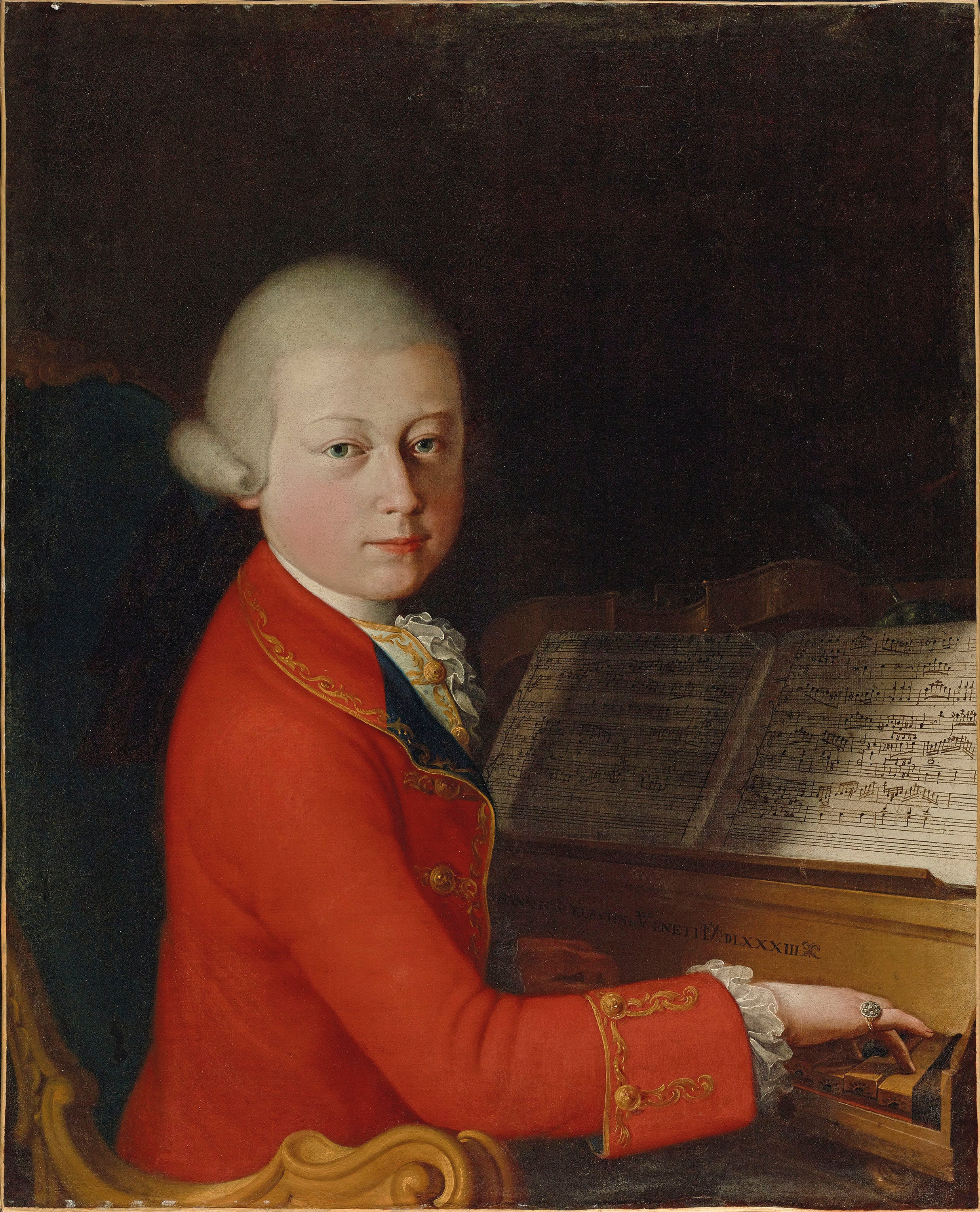
Mozart en 1770.

La Sinfonía n.º 9 en do mayor, K. 73/75a fue compuesta por Wolfgang Amadeus Mozart en algún momento entre 1769 y 1772.

## Historia

### Contexto

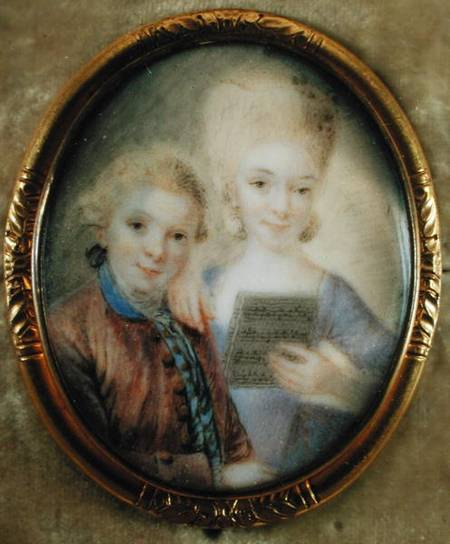
Wolfgang y Nannerl hacia 1763.

La carrera de Mozart como sinfonista había empezado en Londres durante el gran viaje de la familia Mozart por Europa entre junio de 1763 y noviembre de 1766. El padre Leopold Mozart planeó la gira para exhibir a sus prodigiosos hijos, Wolfgang y Nannerl en las principales cortes europeas. En ese tiempo Wolfgang compuso sus primeras obras del género, que tenían una deuda sustancial con las sinfonías de estilo galante italianizante en tres movimientos de Carl Friedrich Abel y Johann Christian Bach; también escuchó las sinfonías de compositores relevantes como Thomas Arne, William Boyce y Giuseppe Sammartini. Posteriormente Leopold y sus hijos pasaron en Viena varios meses de 1768 durante los cuales el joven maestro hizo un esfuerzo consciente por adaptar su estilo sinfónico a los gustos del público vienés, adoptando entre otras cosas la estructura en cuatro movimientos.
Entre diciembre de 1769 y marzo de 1771 el joven compositor y su padre realizaron su primer viaje a Italia. El 13 de diciembre de 1769 partieron desde Salzburgo hacia Milán provistos de recomendaciones. Una afortunada consecuencia de los largos viajes del compositor en ciernes fue el contacto que le proporcionaron con una generosa muestra representativa de las tradiciones musicales europeas: alemana, británica, francesa (aunque Leopold veía esa música con cierto recelo) e italiana.

### Composición
La composición de esta obra tiene un origen incierto. Según algunos expertos fue escrita en 1769 o 1770, durante el primer viaje de Mozart a Italia. Otros estudiosos la han datado "probablemente no antes de principios del verano de 1772". Pudo haber sido comenzada en Salzburgo antes de que se iniciase el primer viaje por Italia, y completada durante el mismo. Para Leonard, fue una de las primeras sinfonías que el compositor escribió en 1769 a su regreso a Salzburgo tras su segunda gira italiana. La partitura autógrafa se conserva en la actualidad en la Biblioteca Jagellónica de Cracovia y se puede consultar online.

### Estreno y publicación
No se sabe con certeza la fecha y el lugar en que tuvo lugar el estreno de la sinfonía.
La primera edición fue llevada a cabo en 1879 por la editorial Breitkopf & Härtel en Leipzig, que publicó bajo la denominación Wolfgang Amadeus Mozarts Werke, Serie VIII, No. 9 tanto las partes como la partitura completa.

## Instrumentación
La partitura está escrita para una orquesta formada por:
- Viento madera: 2 flautas, 2 oboes y [1 fagot].
- Viento metal: 2 trompas en do y 2 trompetas en do.
- Percusión: timbales (afinados en do y sol).
- Teclado: [clavecín].
- Cuerda: una sección de cuerdas con 2 violines (primero y segundo), viola, violonchelo y contrabajo.

Las flautas solo aparecen en el segundo movimiento. En las orquestas de aquella época era una práctica común emplear el fagot y el clavecín, si estaban presentes en la orquesta, para reforzar la línea del bajo o bien como continuo, incluso sin notación separada.

## Estructura y análisis
La sinfonía consta de cuatro movimientos:
- I. Allegro, en do mayor 4
4
- II. Andante, en fa mayor 2
4
- III. Menuetto, en do mayor – Trio, en fa mayor 3
4
- IV. Allegro molto, en do mayor 2
4

La interpretación de esta obra dura aproximadamente entre 10 y 15 minutos. Es la primera sinfonía mozartiana en la tonalidad de do mayor. Es una obra germánica de cuatro movimientos con encanto y profundidad a partes iguales.

### I.Allegro
El primer movimiento, Allegro, está escrito en la tonalidad de do mayor, en compás de 4/4 y sigue la forma sonata. El primer tema se inicia con toda la orquesta en la tónica, pero en seguida se transforma en una melodía de largo aliento para los primeros violines. No tiene repeticiones para la exposición y el desarrollo se hace a la manera italiana.

### II.Andante
El segundo movimiento, Andante, está en fa mayor y en compás de 2/4. El movimiento lento, orquestado sin fagot, metales ni timbales, es elegante y cuenta con dúos para la primera flauta y los primeros violines.

### III.Menuetto–Trio
El tercer movimiento, Menuetto – Trio, está en do mayor que en el trío pasa a fa mayor y el compás es 3/4. En el minueto regresa la orquesta al completo y la tónica mayor, con secciones exteriores majestuosas que enmarcan un ligero y delicioso solo para cuerdas.

### IV.Allegro molto
El cuarto y último movimiento, Allegro molto, retoma la tonalidad inicial y el compás es 2/4. El Finale es un rondó que suena más francés que alemán o italiano. Su tema principal parece una rápida contradanza en un compás combinada con una atmósfera cortesana al estilo de la gavota.